# Laurel und Hardy: Hinter Schloss und Riegel
Hinter Schloss und Riegel ist eine US-amerikanische Spielfilm-Komödie des Komiker-Duos Laurel und Hardy aus dem Jahre 1931. Dieser Film war der erste eigene abendfüllende Spielfilm des Duos und bildete eine Art Neuverfilmung des Stummfilms Dem Henker entronnen (The Second Hundred Years) aus dem Jahre 1927. Im deutschen Fernsehen lief der Film auch unter den Titeln „Dick und Doof im Gefängnis“ und "Wir bitten um Gnade".

## Handlung
Durch ein Missgeschick werden Stan und Ollie zur Zeit der Prohibition beim Bierbrauen erwischt und eingesperrt. Es gelingt ihnen aber vorerst, zu fliehen und auf einer Baumwollplantage unterzutauchen. Als Tarnung legen sie Ruß auf, damit sie wie dort tätige Schwarze aussehen. Allerdings wird ihnen die Gutmütigkeit gegenüber dem Gefängnisdirektor und vor allem seiner hübschen Tochter, die zufällig dort vorbeifahren und an genau jener Stelle eine Autopanne haben, zum Verhängnis. Aufgrund eines hohlen Zahnes gibt Stan nach jedem Satz ein merkwürdiges Geräusch von sich, was die beiden auffliegen lässt und zu einer erneuten Inhaftierung führt. Hier wollen Stan und Ollie in den Hungerstreik treten, was sie aber nach den Erzählungen eines Wärters von saftigen Truthahn-Steaks und Erdbeertörtchen doch bleiben lassen. Die Enttäuschung ist deshalb umso größer, als es statt der leckeren Speisen nur Suppe und Brot gibt. Währenddessen haben die anderen Sträflinge ein Komplott geschmiedet: Waffen wurden in ihre Hände geschmuggelt und sollen nun den Ausbruch ermöglichen. Stan und Ollie schaffen es aber, dieses Komplott zu vereiteln und alle Sträflinge wieder zu inhaftieren. Zum Dank werden sie aus der Haft entlassen.

## Sonstiges
Der Film entstand im Sommer 1930 in Los Angeles, die Produktion dauerte von Juni bis November. Der Film hatte in den USA am 15. August 1931 Premiere; der Kinostart in Österreich und Deutschland war erst im April 1932.
Eigentlich sollte „Hinter Schloss und Riegel“ ein weiterer Kurzfilm dieses Themas sein, da, obwohl Spielfilme zu jener Zeit immer mehr gefragt waren, Produzent Hal Roach sich dessen bewusst war, dass es viel schwerer wäre, Gags für eine Stunde zu entwickeln, die sich ständig auf einen Schlussgag hin steigern müssen. „Hinter Schloss und Riegel“ als Kurzfilm zu drehen stand also schon fest und sollte bei den Kulissen des MGM-Filmes „Das Zuchthaus“ gedreht werden. Allerdings verlangte MGM als Gegenleistung, sich Laurel und Hardy für einen ihrer Filme ausborgen zu dürfen, was Roach ablehnte. Aus diesem Grund ließ er in seinen eigenen Studios neue, aber aufwendige Bauten errichten und musste so, um die Kosten wieder einzuspielen, den Kurzfilm in einen Spielfilm umwandeln. Roach absolvierte im Film einen Cameo-Auftritt als marschierender Gefangener.
Aufgrund der damals noch nicht möglichen Synchronisation wurde neben der englischen auch noch eine französische, deutsche, italienische und spanische Fassung gedreht, wobei die Künstler von Texttafeln hinter der Kamera ablasen.

## Deutsche Fassungen
- Unter dem Titel Hinter Schloß und Riegel entstand 1950 bei der Internationalen Film-Union (IFU) die erste Synchronfassung. Das Buch schrieb Eduard Wesener. Für Stan Laurel und Oliver Hardy sind Walter Bluhm und Arno Paulsen zu hören. Diese leicht gekürzte Fassung ist auf DVD erhältlich.[1]
- Ausschnitte des Films wurden unter dem Titel Schuld und Sühne im Rahmen der Kompilation Rindviecher unter sich 1969 die Synchronabteilung der MGM erstellt. Walter Bluhm sprach erneut Stan, Ollie wurde dagegen nun von Gerd Duwner synchronisiert. Friedrich Schoenfelder ist als Gefängnisdirektor zu hören und Martin Hirthe als „Tiger“. Die Dialoge stammen von Michael Günther.[1]
- Meuterei hinter Gittern ist der Titel der zweiten Synchronfassung, die 1972 bei der Beta-Technik in München entstand. Walter Bluhm ist wieder als Stan zu hören, Ollie sprach hier Bruno W. Pantel und einleitende Kommentare wurden von Hanns Dieter Hüsch gesprochen. Das Buch schrieb Heinz Caloué. Diese Fassung wurde im Rahmen der Dick-und-Doof-Reihe als Zweiteiler gesendet. Der erste Teil lief unter dem Titel Eine schlimme Zahnlücke, der zweite als In der Suppe blaue Bohnen.[1]
- Wir bitten um Gnade wurde 1975 wiederum bei der Beta-Technik angefertigt und war Bestandteil der Reihe Lachen Sie mit Stan und Ollie. Dafür wurde dem Film eine kurze Einleitung mit Theo Lingen vorangestellt. Das Buch stammt von Wolfgang Schick, der dabei aber größtenteils auf die Dialoge der ersten deutschen Fassung von 1950 zurückgriff. Walter Bluhm war erneut Stans Stimme und Michael Habeck übernahm Ollies Rolle.[1]

## Veröffentlichungen auf DVD
- „Hinter Schloss und Riegel“ – Kinowelt Home Entertainment GmbH (Als Einzel-DVD und in der Sammler-Edition mit jeweils 10 DVDs in einer Box in Box 2 enthalten)
- „Meuterei hinter Gittern“ – Fernsehjuwelen GmbH (Als Teil der „Dick & Doof - Die Original ZDF-Serie Gesamtedition“)[2]
- „Wir bitten um Gnade“ – Fernsehjuwelen GmbH (Als Teil der „Lachen Sie mit Stan & Ollie - Die ZDF-Gesamtedition“)[3]

## Belege
1. 1 2 3 4  Norbert Aping: Das kleine Dick-und-Doof-Buch Schüren, Marburg 2014, Anhang S. 311–314.
2. ↑  Dick & Doof (10 DVDs) - Die Original ZDF-Serie Gesamtedition (Alle 98 Folgen). Abgerufen am 4. September 2023.
3. ↑  Lachen Sie mit Stan & Ollie - Die ZDF-Gesamtedition (Alle 21 Filme). Abgerufen am 4. September 2023.